# Agrochola uniformis
Agrochola uniformis är en fjärilsart som beskrevs av Arnold Spuler 1907. Agrochola uniformis ingår i släktet Agrochola och familjen nattflyn. Inga underarter finns listade i Catalogue of Life.